# 구스타프 비더케르
구스타프 막스 비더케르(독일어: Gustav Max Wiederkehr, 1905년 10월 2일 ~ 1972년 7월 7일)는 스위스 축구 협회의 회장이었다. 그는 유럽 축구 연맹 회장도 1962년부터 1972년까지 역임했다.